# Портплед

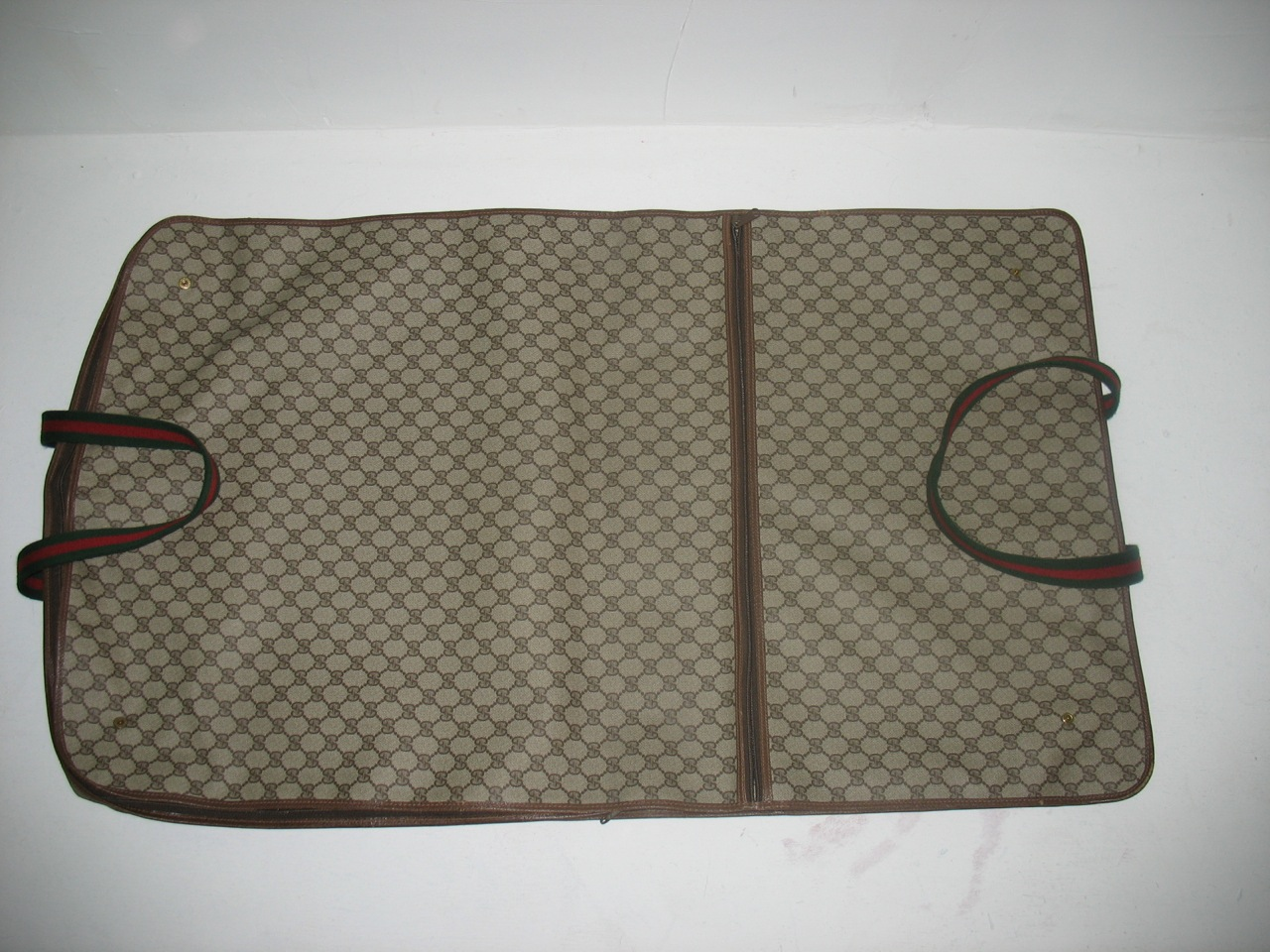
Портплед Gucci

Портпле́д (от фр. porter — «носить» и англ. plaid — «плед», в буквальном переводе — «чехол для пледа») — изначально мягкая дорожная сумка для постельных принадлежностей. Дорожная вещь, складной мешок из непромокаемой материи, служащий для перевозки именно постельной принадлежности и т. п. Также портпледом называется обвязка из ремешков для переноски плотно уложенного пледа.
В настоящее время портплед — дорожный чехол для костюмов или просто комплектов одежды, обычно складывающийся пополам. Вещи в нём не мнутся и сохраняют форму.